# Elaphoglossum nicaraguense
Elaphoglossum nicaraguense är en träjonväxtart som beskrevs av A. Rojas. Elaphoglossum nicaraguense ingår i släktet Elaphoglossum och familjen Dryopteridaceae. Inga underarter finns listade.